# Gwalia (arcaico)

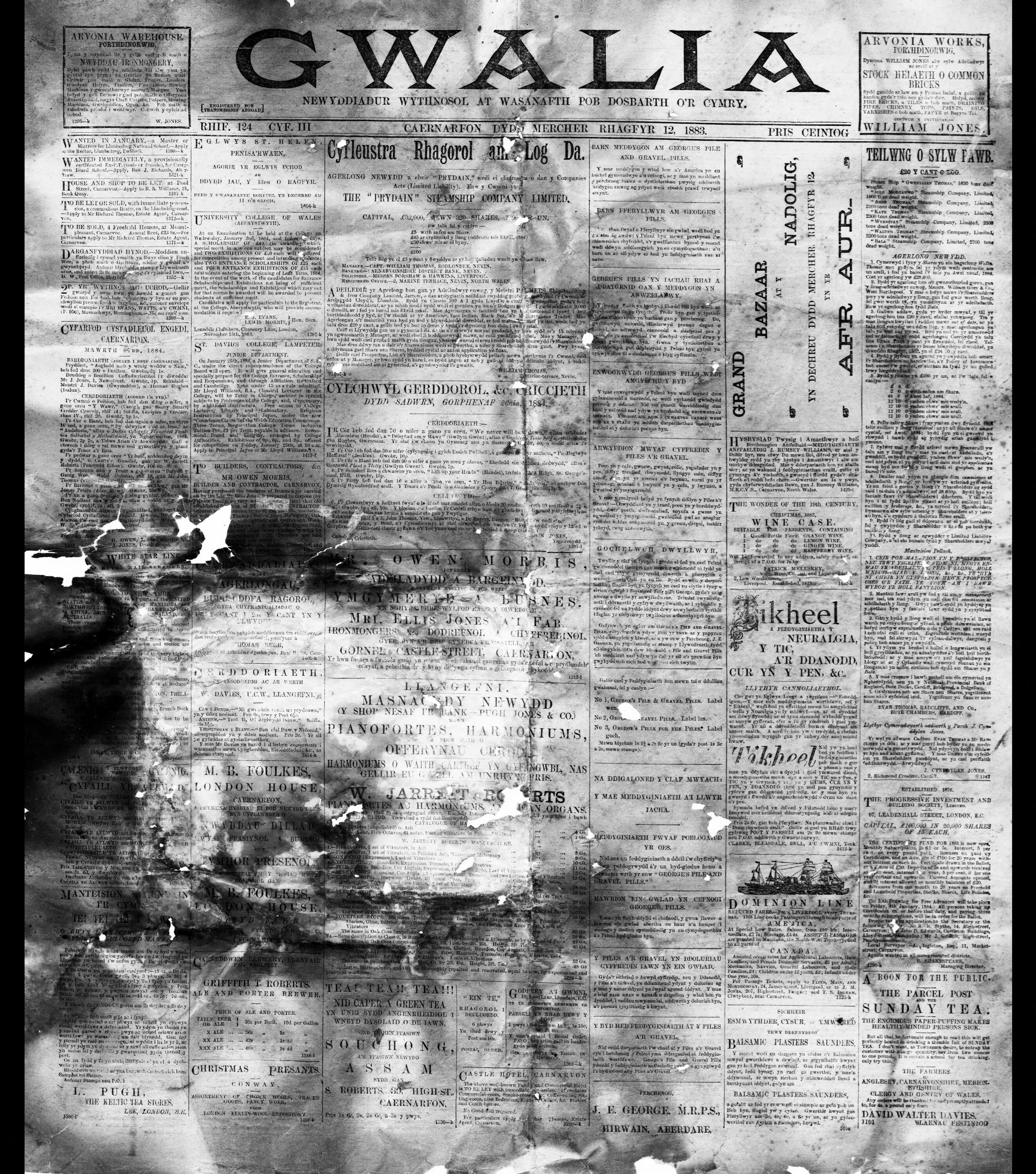
Portada de la primera copia sobreviviente del periódico galés Gwalia.

Gwalia es un nombre galés arcaico de Gales. Deriva del latín medieval Wallia, que a su vez es una latinización de la inglesa 'Gales'. (Para la etimología germánica de este nombre véase Walha). Aunque nunca fue tan ampliamente utilizado como Cymru, Gwalia fue en el pasado un nombre poético popular para el país, similar a Albión.
El nombre se originó en la Edad Media y hay varios casos de él en la poesía galesa medieval tardía. Posiblemente el más conocido está en 'Yr Awdl Fraith', un poema largo o awdl atribuido a Taliesin, y uno de los más populares de la época. Cuenta la historia ficticia de Gwyllt Walia (Wild Gwalia o salvaje Gwalia) levantándose contra los invasores sajones de Gran Bretaña.
En el siglo XIX, en el apogeo del romanticismo, el nombre Gwalia se hizo popular una vez más entre los escritores. Ahora se ha quedado en gran parte fuera de uso debido a sus asociaciones victorianas.